# Sedlarstvo
Sedlarstvo je usnjarska obrt za izdelovanje različne konjske opreme (jezdna in tovorna sedla, komati). V preteklosti je bilo sedlarstvo vedno mestna oziroma trška obrt, prepletalo se je z jermenarstvom in torbarstvom ter imelo med obrtmi zaradi premožnih naročnikov posebno ugledno mesto. Prvi zapisi o sedlarjih so v mestnih statutih, od konca 15. stoletja pa v cehovskih listinah. V Ljubljani je bil omenjen sedlar 1385, na Ptuju 1513. Sedlarji s Kranjskega so bili člani ceha v Celovcu ali na Dunaju, štajerski v Gradcu. Po drugi polovici 17. stoletja se je sedlarstvo zelo razmahnilo, 1691 se prvič omenja sedlarski ceh v Ljubljani. V začetku 18. stoletja je delovalo v Ljubljani 7-9 sedlarskih mojstrov. V času furmanstva oziroma prevozništva so izdelovali posebno težke komate. Uporabljali so svinjsko in goveje usnje, za streho komata so potrebovali kakovostno usnje (plank) ali likanec. Znak ugleda so bili komati jazbečarji z vdelano jazbečevo kožo. Po odpravi cehov sredi 19. stoletja so prevzele izobraževalno vlogo obrtne šole, praktični pouk pa mojstri sedlarji. Za pridobitev naziva sedlarski mojster je bilo treba izdelati konjski komat. Priznani sedlarji so bili med drugim v Kranju, Škofji Loki, Novem mestu, Šentjerneju, Cerknici, Celju, na Ptuju, v Radgoni in Ljutomeru. Konec 19. stoletja so imeli v Celju 4 sedlarje, ki so bili tudi tapetniki.
Z uveljavitvijo kmetijske mehanizacije in avtoprevozništva so konji postali skoraj nepomembni. Sedlarji so se preusmerili v tapetništvo, torbarstvo, galanterijo in izdelavo tesnil za strojno industrijo. Razmah športnega in predvsem rekreativnega konjeništva v zadnjem času je znova spodbudil sedlarstvo ki ga oživljajo predvsem potomci nekdanjih mojstrov. Zato so tu.